# ريتشارد ماكيار
ريتشارد ماكيار (بالسويدية: Richard Magyar)‏ (3 مايو 1991 بمالمو في السويد - ) هو لاعب كرة قدم سويدي في مركز الدفاع. شارك مع منتخب السويد تحت 19 سنة لكرة القدم ومنتخب السويد تحت 21 سنة لكرة القدم. أما مع النوادي، فقد لعب مع نادي آراو ونادي هالمستاد ونادي هاماربي لكرة القدم.

## وصلات خارجية
- ريتشارد ماكيار على موقع اتحاد السويد (السويدية)
- ريتشارد ماكيار على موقع قاعدة بيانات كرة القدم.إي يو (الإنجليزية)
- ريتشارد ماكيار على موقع Soccerway.com (الإنجليزية)
- ريتشارد ماكيار على موقع عالم كرة القدم.نت (الإنجليزية)